# Jack County
Jack County je okres ve státě Texas v USA. K roku 2010 zde žilo 9 044 obyvatel. Správním městem okresu je Jacksboro. Celková rozloha okresu činí 2 383 km².